# 千原せいじ
千原 せいじ（ちはら せいじ、1970年〈昭和45年〉1月25日 - ）は、日本のお笑いタレント、俳優、作家、YouTuber。2024年5月より天台宗の僧侶としても活動し、日本仏教協会（全日本仏教会とは異なる）顧問を務めていた。僧名、千原 靖賢（ちはら せいけん）。吉本興業所属。1990年より、実弟の千原ジュニアを相方にお笑いコンビ千原兄弟のツッコミとして活動。本名および旧芸名は千原 靖史（読み同じ）。京都府福知山市出身。

## 経歴
福知山商業高等学校（現・福知山成美高等学校）卒業。
卒業後、福岡で1年を過ごす。
1990年、大阪へ移りNSCに入学し、8期生となる。NSC入学後、当時引きこもりだった弟の千原浩史（千原ジュニア）を誘い、お笑いコンビ・千原兄弟を結成。
1997年、映画『岸和田少年愚連隊』で俳優デビュー。
2000年、ドラマ『深く潜れ〜八犬伝2001〜』で初のドラマ出演。
2002年入籍。妻はせいじのファンで結婚した。その後、長男が生まれる。
2007年、先輩であるダウンタウンの浜田から、
名前を度々共演番組で弄られた事に嫌気が差し、本名兼芸名の千原靖史を千原せいじに正式に改名した。
2008年、世界の村で発見!こんなところに日本人のコーナー「千原せいじがアフリカ54ヵ国に住む日本人全員に会いに行きます!」を担当し、2008年から2019年3月26日までの放送時点で32ヵ国を訪問している。
2012年、舞台『吉本百年物語 』で初の舞台出演した。
2015年、プライベートでキックボードをしたさいに、右手甲を骨折したのに加え、あばら骨を負傷し、左手を捻挫の負傷。
2016年、書籍『がさつ力』を執筆。
2018年にメンタルケアカウンセラーの資格を取得した。2021年には、貧困、就学困難への支援や国際協力の推進等を主な事業とする一般社団法人ギブアウェイを設立、代表理事となる。
2019年、YouTubeチャンネル『きいたんやけどおじさん』を開設し、YouTuberとしても活動を開始。書籍『プロに訊いたら驚いた！ニッポンどうなん？』を執筆。
2020年、YouTubeチャンネル『せいじんトコ』を開設。
2022年、YouTubeチャンネル『せいじんトコ』のチャンネル登録者数が10万人を超えた。
2024年5月2日、天台宗の得度式を挙げ、「千原靖賢」和尚となったことを明かした。この日自身のライブ配信の中で、「靖賢」は「せいけん」と読むと説明。「たった今得度式を行いまして。私、天台宗の和尚さんになりました。名前を千原靖賢と申します。以後よろしくお願いします」と報告した。
2024年11月12日、日本仏教協会（全日本仏教会とは異なる）よりせいじこと千原靖賢が顧問に就任したことが発表された。2025年7月22日、日本仏教協会は千原が顧問を辞任すると発表した。

## エピソード
- デリカシーがない一方、社交的であり[12]、人間とも動物とも打ち解けるという。
- 近年では飲食店を経営したり[13]、ダンススクールを主宰するなど活動の場を広げている[14]。
- プロ野球は阪神タイガースのファンである。
- 『マンスリーよしもと』芸人ブサイクランキングにおいて毎年上位にランクインする顔面の持ち主だがスタイルやプロポーションは抜群で、デザイナーの知人がモデル用に誂えた洋服のサイズがピッタリだったこともある。
- 兄弟で同じ自動車学校に通っていた。その日は雨だったが既に止み、実習中のジュニアが車を運転しながら横を見ると、歩道でせいじが閉じた傘をぐるぐる回しながら一人歩きながら思いっ切り熱唱していた。「えー…こいつ普段こんなんなん?」とドン引きしていると、隣に座っていた教官が、「はーいよそ見しなーい。外出たら頭おかしい人一杯いるからねー!」と言った。
- 「ワゴン車から木村拓哉が出てくると思いこませ、実際に現れるのは、せいじ」というドッキリを、木村ファンの女性通行人に仕掛けたところ、女性通行人があまりのギャップに腰を抜かして、立てなくなった。
- ジュニアが公園のブランコに座り地面を眺めて泣いていたせいじに「どないしてん」と聞くと「アリが一生懸命エサ運んでんねん」と答えた。ジュニアはその話を聞いて「こんなに心優しい男はいませんよ!」と感動した。同じく公園でオンブバッタがお互い離れていく様子を見たときは「バッタが離れ離れに～!」と言いながら泣いていた。
- 子供の頃、野球をしに行こうと家を出る時、閉まっていることに気づかずにガラス戸に突進して割ってしまったことがあるが、そのまま何事も無かったように野球に行った。
- 息子に「中途半端にハゲやがって」と言われたことがある。
- DVDで記録するタイプのビデオカメラを持っており、旅行に50時間分のDVDを持って行ったが、本体のビデオカメラを忘れた。
- 車での外出中、マクドナルドのドライブスルーでメニューを注文し、高速道路に入ってから中身を確認したところ、ポテトが入れ忘れられていたことが分かった。すぐさま怒り心頭で店に引き返し、入れ忘れのポテトのみならず、引き返したことで無駄足となってしまった高速道路の利用料金についても賠償するよう要求した。最終的には直接本社へクレームの電話を入れる事態にまで発展したが、応対した担当者が「我が社のポテトをそれ程までに愛して頂き、ありがとうございます」と低姿勢に応じると、「構わへん、構わへん！」と途端に上機嫌になり丸く収まった。その後ジュニアに「あの店は最高やで！」と自信満々に語ったという。
- 心斎橋筋二丁目劇場に出演していた若手時代、二丁目劇場メンバーが出演するテレビ番組の打ち合わせをしていた会議室にせいじがいきなり入ってきて、「桧山のホームランじゃー！」と言いながら突然カラーバットで構成作家の頭を殴打するという事件があった。以後、二丁目劇場では「桧山ホームラン事件」として語り継がれることになった。[15]
  - せいじによると、その構成作家は千原兄弟がまだ無名だった頃にネタ見せで意味の分からないダメ出しを散々してきた人物であり、それから数年経ち千原兄弟をはじめとする二丁目劇場芸人たちが人気を博すようになると手の平を返して態度を変えてきたため、無性に腹が立ってバットで殴ったとのこと
  - その場に居合わせたメッセンジャーのあいはらは、「せいじさんがあの作家に腹を立てた気持ちは分かる。でも、いくら何でもやり過ぎだというくらいの強さで殴っていた」と語っている
- 高校入学の際に知能指数を計り、普通に勉強すれば東京大学に入れるレベルという開校して以来の高い数値を叩き出した[16]。そのため特別進学コースに入れられるものの成績が悪すぎて2年生から普通科になった。
- 海外ロケでマサイ族の村を訪問した際には、いきなり村人に「オイ!自分の子どもはどれや？」と聞き、「ここにいるのは全部、私の子どもです」との返事に「めっちゃヤルやんけ、お前」と村人の肩を抱いて褒めたたえると、翌日にはすっかり村に溶け込み、いつしかせいじの歩く後ろをマサイ族がゾロゾロと付いて行くまでになった[17]。ベトナムを訪れたときには、バイクタクシーの運転手が指定した場所の道をよく知らずモゴモゴしていると、運転手を押しのけて自分で運転した[17]。
- 新大阪駅から新幹線に乗り、車内で仲良くなった一般の中年女性と名古屋駅で大ゲンカをした[17]。
- 「初対面のカメラマンとふたりきりになったらどうするか」という番組企画では、開始数秒で積極的に話しかけて打ち解けた[17]。
- 元オセロの松嶋尚美が番組に登場した際、司会のジュニアは騒動には触れないように気を遣っていたが、せいじがいきなり「おう!何や、お前、松竹辞めたんやて～?」と言い放つと、それまでの妙に緊張した、重苦しいスタジオの雰囲気が一気に解放された[17]。
- ロケ番組で、普通なら躊躇するような怪しい料理をあっさりと食べた後にすぐさま「不味い!」と言った[17]。
- 『徹子の部屋』（テレビ朝日）に出演した際、黒柳徹子のペースに一切惑わされず、自分の思い通りにトークをした。一部ネットでは、せいじが出演した回は神回として扱われている[17]。
- 世界的に有名なフィリピンのプロボクサーマニー・パッキャオが好き過ぎて、マカオでの試合後のパッキャオをホテルに押し掛けて起こし、ツーショットで写真撮影をした[18]。
- 一時期Facebookをやっていたが、すぐに「友だち」が上限に到達してしまい、その後Facebookを閉鎖した[19]。
- 同期のなだぎ武とは「プロとしての仕事ができない」「お互いの良いところを殺し合う」という理由で共演NGとなっている[20]。せいじからNGを出した[21]。
  - その後、2019年頃に映画で共演することがあり、せいじがなだぎをボコボコにするシーンがあった。そこで、「何かスッキリした」という理由で、共演NGではなくなった。[15]
- 『ダウンタウンのガキの使いやあらへんで!!』（日本テレビ）の特番『絶対に笑ってはいけないスパイ24時』（日本テレビ）では、「せいじ ガサツやから OUT」と宣告され、レギュラー陣以外で初めて罰を受けた。
- 同期の竹若元博（バッファロー吾郎）と同居していた時期もあった。
- 『帰れま10』の企画東京湾で釣れる魚ベスト10を全て釣れないとロケが終わらない。番組内で最後に千原せいじが釣ったヒラメは何故か養殖魚の様にお腹の色がマダラ模様だった。
- 2025年7月、埼玉県戸田市議会議員の河合悠祐と自身のYouTubeチャンネルで対談し、徐々にヒートアップ。互いに「お前」と罵り合う口論の末、「お前、いじめられっ子やったやろ?お前いじめられっ子オーラいかついぞ。なぁ?お前いじめられっ子出身やな?あははは!いじめられっ子やな、お前」と発言し、ネット民から批判を浴びた。またせいじが過去に「いじめられる側に原因はないと思う」「排除すべきはいじめてるヤツ」などと発言していたこととの矛盾を指摘された[22]。8月1日、天台宗総務庁に千原が師僧である小林俊宥とともに謝罪に伺い、「僧侶として品位や信用を損ねないよう言動には十分な注意払うように」と総務庁が厳重注意した事が明らかとなった(なお吉本興業は現時点では処分していない)[23]。

## 出演作品

### テレビバラエティ

#### 現在の出演番組
- なし

#### 過去の出演番組
レギュラー・準レギュラー・不定期出演
- リンカーン（TBS、2007年 - 2010年）- 準レギュラー
- 勉強してきましたクイズ ガリベン（テレビ朝日）- 解答者として不定期出演。
- スパイスTV どーも☆キニナル!（フジテレビ、2008年 - 2010年） - 準レギュラー
- かんさい情報ネットten.（読売テレビ、2009年4月3日 - 2013年3月22日） - 金曜日レギュラー
- 幸せの黄色い仔犬（中京テレビ、2009年4月11日 - 2010年4月10日） - 千原夕のしょうゆの旅でせいじの息子・夕の付き添いという型で出演。
- 笑撃!ワンフレーズ（TBS）- せいじ劇団の座長として不定期出演。
- ガリゲル（読売テレビ）- 各駅停車!名前50音旅などの企画として不定期出演。
- あさパラ!（読売テレビ、2010年 - 2021年）- 準レギュラー
- NHK高校講座・家庭総合（NHK教育、2011年4月22日 - 2014年2月27日） - 司会
- E-Girlsが!モンクの叫び（TBS、2011年10月 - 2012年9月） - MC
- ノンストップ!（フジテレビ、2012年4月5日 - 2020年3月17日） - 隔週レギュラー[24]
- アイドル界隈（テレビ愛知、2012年10月5日 - 2014年1月30日）
- 最高のクレーム（テレビ朝日、2013年4月4日 - 5月23日）
- 噂の現場直行ドキュメン ガンミ!!（TBS）- 不定期出演。
- まるごと（静岡第一テレビ、2015年4月3日 - 2019年11月7日[25]） - 木曜日レギュラー
- アイドル応援バラエティ 千原せいじのバズ☆ドル（テレビ愛知、2015年10月5日 - 2017年1月5日） - レギュラー MC、毎週月曜日1:05 - 1:35
- ASAHI Pop'n' Press! 千原せいじのkids' world（北陸朝日放送、2017年4月1日 - 2019年11月9日）
- ながさき探求バラエティー「なんでん飛躍天」（長崎文化放送、2019年1月28日 - 11月18日）
- たかじん胸いっぱい（関西テレビ）- 準レギュラー
- 競輪LIVE!チャリロトよしもと（BSよしもと、2024年10月25日 - 2025年6月27日）- 金曜MC

特別番組
- 千原せいじ漫遊記（読売テレビ、2011年 - ）- 不定期放送
- 〜熱血人生相談室〜「答えて!ほんこんせいじ」（メ〜テレ、2011年3月29日）
- ヨルスパ!（関西テレビ）
  - フライングMAN 〜先に行き過ぎてる凄いヤツら〜（2014年8月18日）- MC
- 千原せいじの竹田式　元気旅（岡山放送、2015年12月13日）
- 千原兄弟のせいじ記者クラブ（中京テレビ、2019年3月31日） - 記者
- 千原社長と愉快な社員たち ～知らなかった!宮城の歩き方～（東日本放送、2019年6月22日）
  - 千原社長のいきなり★宮城ツーリスト（東日本放送、2019年9月28日）
- 旅は道ズレ!千原せいじの関西トゥクトゥク旅（テレビ大阪、2023年3月18日）[26]

### ウェブテレビ
- 戦闘車（2017年10月6日 - 27日、Amazonプライム・ビデオ）[27]
- 街録ch〜あなたの人生、教えて下さい〜（2021年、YouTube番組）

### ラジオ
- 千原せいじ、住みます芸人の東北6県入魂!（文化放送、2016年9月30日 - 12月23日）[28]
- 大雲・せいじの坊僧ラジオ（KBS京都、2024年7月7日 - 9月29日・2025年1月5日 - ）[29]

### テレビドラマ
- ドラマDモード『深く潜れ〜八犬伝2001〜』（2000年、NHK総合） - 及川 昭人 役
- 火曜サスペンス劇場『弁護士・高林鮎子28・京都保津峡逆流の殺意』（2000年8月、日本テレビ、東映） - 刑事 役
- 警視庁鑑識班2004（2004年1月14日 - 2004年3月17日、日本テレビ） - 判 太一 役
- 劇団演技者。『インテリジェンス』（2006年、フジテレビ）
- ケータイ捜査官7（2008年、テレビ東京） - ジャージの健太 役
- 帝王（2009年、毎日放送） - 才勝健三 役
- 浅見光彦〜最終章〜 第6話（2009年11月25日、TBS） - 県警本部・石川警部 役
- 塀の中の中学校（2010年10月11日、TBS） - 小山田善太郎 役
- 連続テレビ小説『おひさま』（2011年4月13・17日、NHK） - 高橋勇(タマネギ男) 役
- ブラックボード〜時代と戦った教師たち〜 第1夜（2012年4月5日、TBS） - 安藤清六 役
- ATARU（2012年4月15日 - 6月24日、TBS） - 野崎蓮生 役
- 田上トパーズ！（2013年12月11日、NHK BSプレミアム） - 中江和樹 役
- 新ナニワ金融道（2015年1月24日、フジテレビ） - キャッシュバックの男 役
- やすらぎの刻〜道（2019年5月1日、テレビ朝日） - 吉村 役[30]
- きよしこ（2021年3月20日、NHK総合） - どんぐりのおっちゃん 役[31]
- ハコヅメ〜たたかう!交番女子〜（2021年7月 - 9月、日本テレビ） - 吉野正義 役
- 科捜研の女 Season21 第16話（2022年3月24日、テレビ朝日） - 水口大吉 役
- ほんとにあった怖い話 「非常通報」（2022年） - 西田哲志 役
- オリバーな犬、 (Gosh!!) このヤロウ シーズン2（2022年9月20日 - 10月4日、NHK総合）[32]
- 能面検事 第4話（2025年8月1日、テレビ東京） - 荻山孝明 役[33]

### ウェブドラマ
- ハコヅメ〜もっとたたかう!町山署の人々〜(2021年9月15日、Hulu) - 吉野正義 役

### 映画
- 岸和田少年愚連隊 血煙り純情篇（1997年） - 主演：ユウジ 役
- 理髪店主のかなしみ（2002年、スローラーナー） - 黒崎
- MOON CHILD（2003年、松竹）
- 機関車先生（2004年） - とっぺい 役
- 東京伝説 蠢く街の狂気（2004年、竹書房） - 片岡圭介 役
- M-1グランプリへの道 まっすぐいこおぜ!（2004年）
- 空中庭園（2005年、アスミック・エース） - おれも政夫 役
- 花よりもなほ（2006年、松竹） - 留吉 役
- NIGHT★KING（2009年）
- 板尾創路の脱獄王（2009年、角川映画） - 北陸中央刑務所・囚人 役
- 喧嘩番長 劇場版〜全国制覇 (2010年、ジョリー・ロジャー) - 岩岡鉄男 役
- オムライス（2011年）
- 劇場版 ATARU THE FIRST LOVE & THE LAST KILL（2013年、東宝） - 野崎蓮生 役
- TAP 完全なる飼育（2013年）
- 終わりなき悔恨〜飲酒運転の果てに〜 東映 教育映像部 飲酒運転防止ビデオ[34]
- at Home アットホーム（2015年、ファントム・フィルム） - 平田 役
- COME & GO カム・アンド・ゴー（2021年） - 富岡 役
- Short Trial Project「のりおくんとまっきーにゃ」（2021年）
- 護られなかった者たちへ（2021年） - 国枝 役
- さよなら、バンドアパート（2022年） - 爬虫類男 役
- アウトロダブル（2022年） - 穴熊ダルマ 役
- カタシロReplica（2024年、moccai） - 患者 役[35]
- 十一人の賊軍（2024年、東映） - 引導 役[36]

### 吹替
- ストリートファイター ザ・レジェンド・オブ・チュンリー（2009年、ギャガ） - マイク・バイソン 役
- ジャックと天空の巨人（2013年、ワーナー・ブラザース） - ファイ役[37]

### Vシネマ
- はぐれ記者 こちら大阪社会部（1996年）
- 義兄弟（2021年）
  - 義兄弟 第二章（2021年）

### 舞台
- 吉本百年物語 これで誕生! 吉本新喜劇（2012年） - 岡八郎 役

### CM
- ジョージア・エメラルドマウンテンブレンド「エメマンバトル」（2011年・浜田率いる「王道派」のメンバー）
- メルカリ フリマアプリ「本当は欲しかった篇」（2017年3月 - ）[38]
- エフザタッチ（2019年・静岡ローカル、ちゅ〜りっぷと共演）

## 著書
- がさつ力（2016年8月1日、小学館よしもと新書、ISBN 978-4-09-823502-5）[39]
- プロに訊いたら驚いた！ニッポンどうなん？（2019年6月25日、ヨシモトブックス、ISBN 978-4-8470-9732-4）[40]